# アントン・シガー
アントン・シガー（Anton Chigurh）は、コーマック・マッカーシーの2005年の小説『ノー・カントリー』に登場する架空の人物で、主要な悪役である。2007年公開の映画「ノーカントリー」ではハビエル・バルデムが演じた。
シガー役のバルデムの演技は映画批評家から広く称賛され、アカデミー賞、ゴールデングローブ賞、英国アカデミー賞を受賞した。その他にも、数々の偉大な悪役（Greatest Villain）のランキングにシガーは名を連ねており、特にEmpire Magazineの「The 100 Greatest Movie Characters of All Time」では44位にランクインしている。また、Journal of Forensic Sciencesにて、心理学者の独立グループによって、最もリアルに描かれた映画に登場するサイコパスに選出された。

## 概要
シガーは良心も自責の念も同情心も持ち合わせていない。小説の中心人物であるカーソン・ウェルズいわく、彼は「サイコパスの殺人鬼（"psychopathic killer"）」であり、30代で、暗い顔色をしているとされている。他の登場人物はシガーの顔の特徴を「エキゾチックな顔立ち（"exotic looking"）」と形容している。彼が使用する象徴的な武器はキャトルガンで、対象の殺害に使うほか、ドアの鍵を破壊する道具としても用いている。また、消音器付きのレミントン11-87とピストル（映画ではTEC-9も）を使用する。小説と映画の両方において、シガーはコイントスで対象の運命を決めることがある。

## 構想
このキャラクターは、コーマック・マッカーシーの作品に頻繁に見られる「止められない悪（"Unstoppable Evil"）」の原型の再来であるが、コーエン兄弟は深みが無いキャラクターになることを避け、特にターミネーターとの比較を避けようとしていた。同一視されるのを避けるため、コーエン兄弟は「火星から来たような人物（"who could have come from Mars"）をキャスティングしようとしていた。兄弟は映画の冒頭で、1976年の映画「地球に落ちてきた男」のオープニングに似た手法でこのキャラクターを紹介した。映画批評家のデヴィッド・デュボスは、シガーを「1957年のイングマール・ベルイマンの映画『第七の封印』に登場する死神の現代版」と評した。
コーエン兄弟がハビエル・バルデムにシガー役を打診した際、バルデムは「運転はしないし、英語は不得手だし、暴力は嫌いだ（"I don't drive, I speak bad English and I hate violence.）」と返答している。対して、コーエン兄弟は「それがあなたを呼んだ理由だ（"That's why we called you."）」と答えた。バルデムは、コーエン兄弟の映画に出演するのが夢だったので、この役を引き受けたと語っている。
コーエン兄弟は、トミー・リー・ジョーンズが持っていた本からシガーの髪型のアイデアを得た。その本には、1979年に撮影された、売春宿のバーで座っている男の写真が掲載されており、髪型も服装も映画のシガーのものとよく似ていた。髪型はアカデミー賞を受賞したヘアスタイリストポール・ルブランがデザインを手がけた。コーエン兄弟はルブランに「奇妙で不気味な（"strange and unsettling"）」ヘアスタイルをオーダーしていた。ルブランは、十字軍のイングランド戦士のモップトップ（マッシュルームカット）と、1960年代のモッズの髪型をベースにした。バルデムは毎朝、仕事を終えたルブランに、この髪型が役柄に入り込むのに役立ったと語っていたという。バルデムはその髪型のせいで「2ヶ月はヤレないだろう（"not going to get laid for two months"）」と言ったとされている。
シガーの生い立ちや国籍は公表されておらず、憶測の域を出ていない。作家のコーマック・マッカーシーが自身の小説の映画版の撮影現場を訪れた際、役者たちはシガーの背景とその名前の意味について質問し、マッカーシーは「ただクールな名前だと思っただけだ（"I just thought it was a cool name."）と回答している。

## 作中の役割
1980年、シガーはウェスト・テキサスで失敗した麻薬取引の現場から消えた200万ドル入りのかばんを取り戻すために雇われる。シガーは、溶接工のルウェリン・モスが、狩猟中に偶然金を見つけ、それを奪って町を出て行ったことに気づく。かばんに隠されたトランスポンダに接続する追跡装置を使って、モスをモーテルまで追跡する。しかし、モスはその金をダクトに隠しており、モーテルに戻った彼は、自分の部屋に誰かが潜んでいる可能性を（正しく）疑い、反対側にある2つ目の借りた部屋のつながった換気口から金を取り出す。もともと借りた部屋はモスを待ち伏せするために送り込まれたメキシコのギャング団に占拠されていた。この部屋に入ったシガーはギャングたちを殺し、金を探すがどこにも無かった。一方、モスは銃声を聞いてすでに逃げていた。
シガーは冷酷にモスを追跡した。モスとシガーのホテルでの対峙は、映画では小説とはまったく異なる展開となる。小説では、シガーは殺されたホテルの従業員から鍵を盗み、モスの部屋に静かに入り、待ち伏せしていたモスに銃口を向けられる。そしてモスが走り出し、追跡と銃撃戦が始まる。シガーとモスがホテルと路上で対決していると、メキシコ人の集団に妨害され、シガーはその全員を殺害した。映画では、シガーがホテルのドアの鍵を破壊し、モスを負傷させる。その後の対決では、モスとシガーだけが戦う場面が描写され、メキシコ人の集団は登場しない。
シガーは、同じく賞金稼ぎで元同僚のカーソン・ウェルズが金の奪還と彼の抹殺のために雇われていることを知る。シガーは、金と引き換えにモスを保護する取引をしようとしたウェルズを殺害。その後、ウェルズのホテルの部屋でモスからの電話を傍受し、金を渡すことに同意すればモスの妻を助けると申し出る。モスはこれを拒否し、シガーを追い詰めて殺すことを誓う。シガーは、自分を雇った男とメキシコ人たちを、シガーを信頼せず仕事を完了させなかったことへの復讐として殺害する。結局、モスはテキサス州エルパソのモーテルでメキシコ人の殺し屋に殺された。しかし、奇襲を仕掛けたメキシコ人たちは知らなかったが、モスは再び通気口に金を隠していた。警察が去った後にシガーが現れ、通気口から金を取り出して投資家に返還した。
モスの妻カーラが母の葬儀を終えて帰宅すると、家の中でシガーが彼女を待っていた。慈悲を乞う彼女の願いを聞いた後、シガーはコイントスに命を賭けるよう彼女に求めた。小説では、彼女は表を宣言し、裏が出たため、殺害された。映画では、彼女はコイントスを拒否し「"the coin don't have no say. It's just you."（決めるのはコインじゃない あなたよ）」と指摘する。そして映画では、家を後にするシガーがブーツの裏に血がついていないかチェックする場面に切り替わり、彼女を殺した可能性が示唆されている。彼女の家から車で離れる途中、シガーは交通事故で左尺骨を複雑骨折する大怪我を負い、足を引きずりながら歩く。事故現場に警察当局が到着する前に、彼は自転車に乗っていた少年にシャツを譲ってもらい、100ドルを渡す。シガーはそれを結んでもらい、折れた腕を支えるアームスリングとして使用した。彼はその後、救急車が到着する前に現場から逃走する

## 人物像
シガーは暴力的なサイコパスで、同情も後悔も無く、しかし常に計画的に殺人を犯す。彼は独自の歪んだ道徳観を持っていると説明されている。目的無しに殺人は行わないが、動機は時に抽象的で、利己的なものである（例として、車を奪うためだけに人を殺すなど）。彼は自らの意思、あるいはコイントスによって決断を下すことで、多くの対象に生き残るチャンスを与えている。カーラに、相手の運命を決めているのはコインではなくシガー自身であることを指摘されたとき、彼は非常に動揺した様子を見せた。これはコイントスが殺人による責任から逃れ、殺人の快楽を隠そうとするための手段であることを示唆している。ショットガンで何発も撃たれようと、腕を骨折しても痛みに耐えられるなど、高度な痛みへの耐性を持っているように描写されている。
シガーは映画の作中で出会うほとんどの人間を殺害しているか、殺そうとしている。例外はシガーのコイントスに勝ったガソリンスタンドの店主、トレーラーパークの事務所の女性、モーテルのフロントの女性、そして事故の後シガーにシャツを提供した自転車に乗る少年とその友人である。

## 分析
シガーが一見非人間的な異国の敵役として描かれたのは、9.11以降の時代の不安を反映したものだと言われている。マッカーシーの作品の多くは、感情や思考よりも本能のままに行動し、社会と対立する個人を描いている。

## 批評
アカデミー賞、ゴールデングローブ賞、英国アカデミー賞を受賞したシガー役のバルデムは、批評家たちから高く評価されている。
イエール大学の教授ハロルド・ブルームは、シガーが本作の主な欠点であるとし、「彼にはホールデン判事が持っているような正当性も壮大さもない（"has none of the legitimacy or grandeur that Judge Holden has."）」と述べた。
UGO.comによる「"silver screen psychos"（銀幕（映画）に登場するサイコたち）」トップ11にランクインし、「シガーは口数が少なく、武器のチョイスが面白い殺し屋で、ユーモアのセンスのない男だ。歪んだ主義主張を持っている "と評する人も中にはいる。共通認識として言えることはシガーはクレイジーなろくでなしで、邪魔者はおろか、彼が目をつけた者は誰であろうと容赦なく殺すということだ。そしてどうやら、この男と対立して生き残ることができる唯一の方法は、コイントスの五分五分の確率でしかないようだ。だが、彼の行動原理を疑わないでくれ、それは彼を更に苛立たせることに繋がるからな（ "Chigurh is an assassin of little words and interesting choices of weaponry—is a man without a sense of humor. Others might say he's got a warped sense of principles. One thing that most can agree on, is Chigurh is one crazy S.O.B.—ruthlessly killing damn near anyone who sets eyes on him, let alone those who get in his way. And apparently, the only way you can survive a run-in with the man is the 50–50 chance of a coin toss, but Dear God, don't question his motives, it just seems to irritate him even more so."）」とコメントされた。
Empire.comによる史上最も偉大なキャラクター100人のキャラクターのランキングの46位にランクインした。同誌は彼が自分にはめられた手錠で警察官の首を絞めた時の表情を称賛しており、そして「アメリカの小説家コーマック・マッカーシーが描くダークなキャラクターはしばらくの間脳裏に焼き付いて忘れられない。コーエン監督とバルデムはこの怪物を表現するのに一縷の妥協もしなかった。通常、恐怖の象徴にしか許されないような邪悪な執拗さを持つこの殺し屋は、標的を追跡するほとんど超自然的な能力を持ち、情け容赦がなく、厳しい決断をコイントスに委ねることを好む。そして、あのボウルカットの髪型は非常に恐ろしい（"when American novelist Cormac McCarthy wants to throw a dark character at you, it's a safe assumption that you're not going to be able to get them out of your head for a good, long while—if ever. One of his best is Chigurh, and between the Coens and Bardem, they never missed a beat in bringing this monster to the screen. With the kind of unholy relentlessness usually reserved for horror icons, the hired killer has an almost supernatural ability to track his prey, and is rather short in the mercy department, preferring to leave the tough decisions to a coin toss. And that bowl cut is utterly terrifying."）」とコメントしている。

## 文化的影響
映画公開後に好評を博したシガーは、他のメディアで度々パロディの題材として扱われている。アイク・バリンホルツはパロディ映画Disaster Movieでアントン・シガーを演じ、カルロス・アレセスは2009年のパロディ映画Spanish Movieでシガーを演じている。イギリスのコメディシリーズBenidormも2009年の特番でシガーのオマージュを披露している。
ザ・シンプソンズのエピソード「ウェイバリーヒルズ小学校白書」ではウェイバリーヒルズの市の検査官としてシガーのパロディキャラクターが登場し、別のエピソード「Daddicus Finch」では登場人物のネルソン・マンツが学校の公演でシガーに似た人物を演じている。
2008年2月23日、NBCのサタデー・ナイト・ライブによるパロディ回であるシーズン33のエピソード5「There Will Be Milkshakes for Old Men」が放送された。フレッド・アーミセンがアントン・シガー役で登場し、キャトルガンとボウルカットをコピーし、有名なガソリンスタンドのシーンのオマージュを披露した。 同エピソードの「Saturday Night Live」では、「Grandkids in the Movies」というタイトルのパロディもあった。プロレスラーのクリス・ジェリコは、2008年に確立した彼のヒールとしてのキャラクターは、アントン・シガーの冷静で不屈の態度に直接インスパイアされたと述べている。
刑事もののパロディ作品『Angie Tribeca』のシーズン4第6話は、同じくコーエン兄弟の『ファーゴ』とノー・カントリーをパロディの題材にしており、シガーに似た不気味な殺し屋も登場し、盗まれたトラックを探しており、巨大な金属タンクを備えたソーダ銃を携行している。彼は対象に口を開けさせ、ソーダを含ませて溺死させる。
アニメシリーズBob's Burgersでは、エピソード「The Wolf of Wharf Street」でLouiseがハロウィンでシガーの仮装をしている。
アニメシリーズおかしなガムボールのエピソード「The Box」で、ニコールは盗まれた紙幣、追跡装置、シガーそっくりの殺し屋の犬が登場する劇を描いている。
ケヴィン・ジェームズは、2020年7月17日に公開された短編映画『No Country for Sound Guy』でシガーと共演した。